# Галон (Северная Осетия)
Гало́н (осет. Галон) — упразднённый посёлок в Алагирском районе Республики Северная Осетия-Алания Российской Федерации. Входил в состав Мизурского сельского поселения. Находился в Садонском ущелье. Был уничтожен в 2002 году селем.

## География
Расположен в ущелье реки Садонка (приток Ардона), на высоте 1350 м над уровнем моря, в 4,5 км от Транскавказской автомагистрали и в 41 км от железнодорожной станции Алагир.

## Топоним
Цагаева А. Дз., говоря о топониме Галон, приводит две версии: в осетинском ономастиконе есть личное мужское имя Галон, и народную этимологию — гал «вол» + суфф.- он, «Бычье место», «Место волов» — так называли поляну, на месте будущего поселения, на которой «разбойники прятали свою добычу, особенно крупный рогатый скот».

## История
Образован как поселение при Садонском руднике, открытом в 1886 году. Добыча полиметаллических руд велась до 1990-х годов.
В 2002 году селевым потоком реки Садонка шахтерские посёлки Садон и Галон были практически уничтожены. Жителям выплатили компенсации и отселили, однако часть из них вернулась в посёлок.